# Fritz Schloß

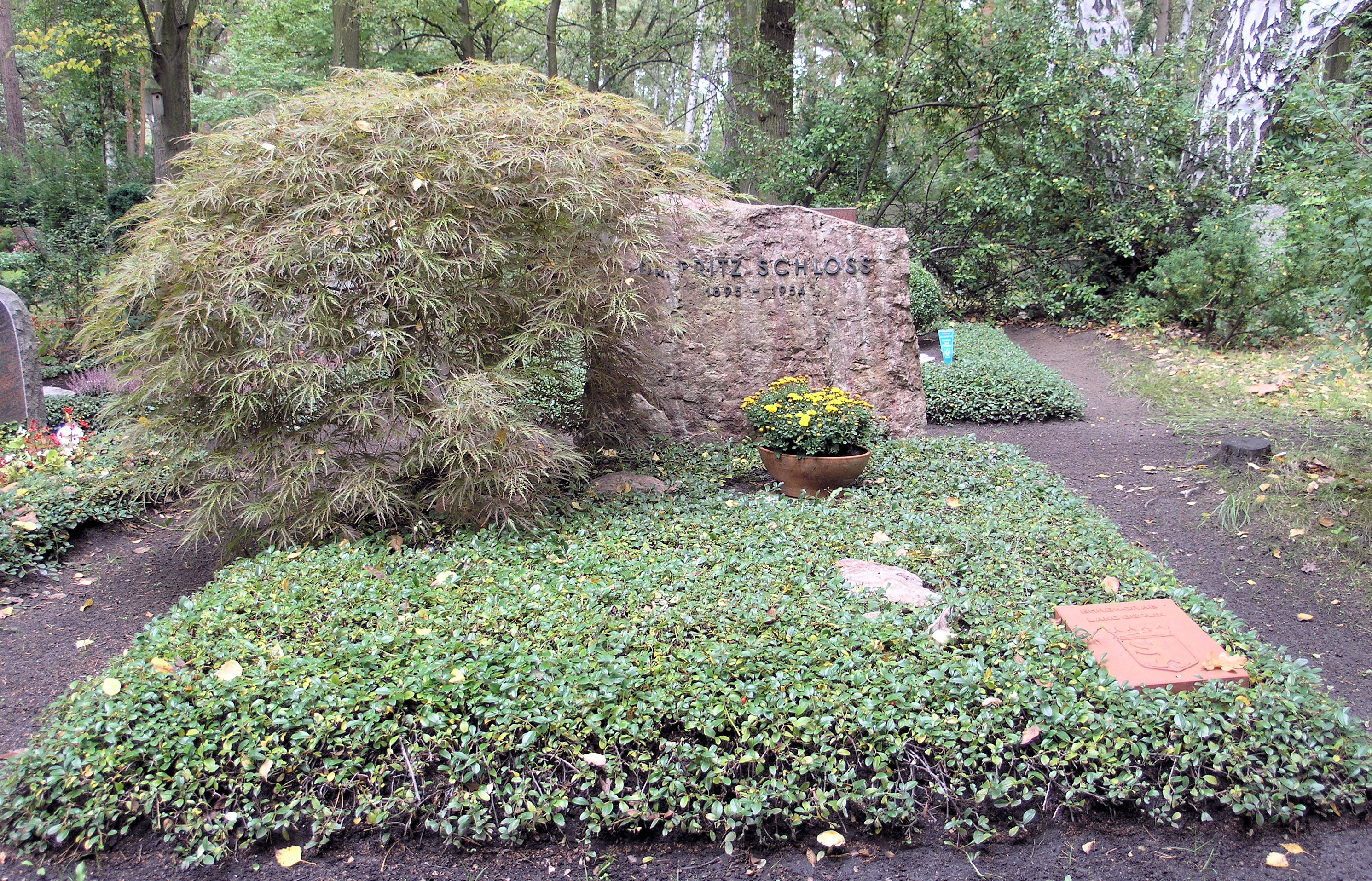
Ehrengrab am Haus Potsdamer Chaussee 75, in Berlin-Nikolassee

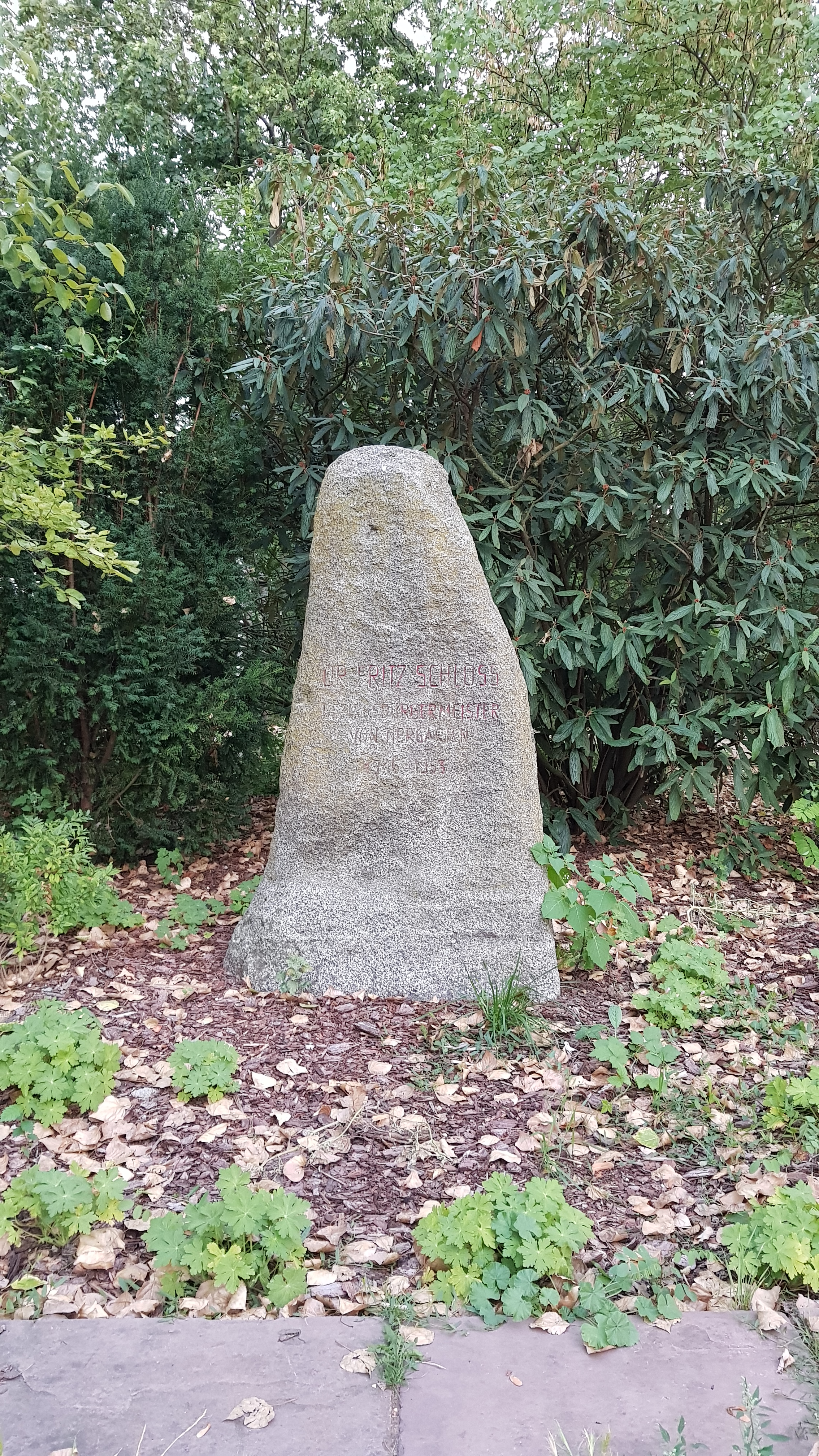
Gedenkstein im Fritz-Schloß-Park

Fritz Schloß (* 23. Mai 1895 in Berlin; † 19. Dezember 1954 in Berlin) war ein deutscher Sozialdemokrat.
Fritz Schloss war von 1919 bis 1923 Gründungsmitglied und Vorsitzender der Jusos von Groß-Berlin.
Nach dem Zweiten Weltkrieg wurde er im Januar 1946 in der Nachfolge von Fritz Bachmann zum Bezirksbürgermeister des Bezirks Tiergarten von Berlin ernannt und später in das Amt wiedergewählt.
Aus gesundheitlichen Gründen gab er das Amt 1952 ab und starb am 19. Dezember 1954. Er erhielt mit Beschluss des Berliner Senats vom 26. Oktober 1965 ein Ehrengrab der Stadt Berlin auf dem Waldfriedhof Zehlendorf. Sein Nachfolger wurde der SPD-Politiker Willi Meseck.
Der Fritz-Schloß-Park auf einem früheren Militärgelände in Berlin-Moabit ist ein Bürgerpark, der 1955 eingerichtet wurde und nach ihm benannt ist. Auf der höchsten Erhebung  im Park befindet sich ein Gedenkstein für Fritz Schloß.